# Sandro Matitz
Sandro Matitz (* 11. Mai 1987) ist ein ehemaliger Schweizer Gras- und Alpinskiläufer. Er nahm bis 2007 an Wettkämpfen im Alpinen Skisport teil und startete 2008 im Grasski-Weltcup.

## Karriere
Matitz nahm von 2003 bis 2007 an zahlreichen FIS-Rennen sowie an Schweizer Meisterschaften im Alpinen Skisport teil. In den FIS-Rennen konnte er sich dabei mehrmals unter den besten zehn klassieren. Anschließend wechselte er zum Grasski und nahm 2008 an FIS- und Weltcuprennen teil. Am 7. und 8. Juni bestritt er in Urnäsch seine ersten FIS-Rennen und erreichte dabei als bestes Resultat Rang zwölf in der Super-Kombination. Eine Woche später nahm er in Rettenbach an seinem ersten Weltcuprennen teil. In dieser Super-Kombination belegte er als Letzter den 24. Rang, gewann damit aber auf Anhieb seine ersten Weltcuppunkte. Im August startete er auch bei den Weltcuprennen in Marbachegg. Hier erreichte er Platz zwölf im Riesenslalom, Platz 13 im Slalom sowie Rang 18 im Super-G und kam damit im Gesamtweltcup der Saison 2008 auf Rang 31. Danach nahm er auch im Grasski an keinen Wettkämpfen mehr teil.

## Erfolge (Grasski)

### Weltcup
- Drei Platzierungen unter den besten 20